# Roberts Stumbris
Roberts Stumbris (ur. 9 lipca 1993 w Saldusie) – łotewski koszykarz występujący na pozycjach niskiego lub silnego skrzydłowego.
9 listopada 2020 zawarł kontrakt z HydroTruckiem Radom. 11 maja 2021 został zawodnikiem GTK Gliwice. 24 marca 2022 opuścił klub.

## Osiągnięcia
Stan na 17 kwietnia 2022, na podstawie, o ile nie zaznaczono inaczej.
Drużynowe
- Mistrz Łotwy (2019, 2020)
- Wicemistrz ligi łotewsko-estońskiej (2019)
- Brąz ligi łotewskiej (2012)
- Finalista pucharu:
  - Ligi Bałtyckiej (2012)
  - Estonii (2015)

Indywidualne
(* – nagrody przyznane przez portal eurobasket.com)
- Zaliczony do:
  - składu honorable mention ligi łotewskiej (2017)*
  - I składu kolejki EBL (7 – 2021/2021)[7]
- Uczestnik meczu gwiazd ligi łotewskiej (2017)

Reprezentacja
- Wicemistrz Europy U–20 (2013)